# Soeur Sourire
Jeanne-Paule Marie "Jeannine" Deckers, känd som Sœur Sourire och ofta kallad Den sjungande nunnan, född 17 oktober 1933 i Bryssel, död 29 mars 1985 i Wavre, var en belgisk nunna tillhörande Dominikanorden i Belgien med nunnenamnet Luc Gabriel. Hon blev världsberömd 1963 med den egenhändigt skrivna sången "Dominique", som bland annat intog förstaplatsen på den amerikanska topplistan Billboard Hot 100. På grund av oklarheter kring sångens upphovsrätt tjänade hon inga pengar på den och hamnade dessutom i en troskris, som fick till följd att hon lämnade ordenslivet men förblev troende katolik.

## De tidiga åren
Jeannine Deckers föddes 1933 som äldst av fyra barn till Lucien och Gabrielle Deckers, i Laeken i Bryssel där hennes föräldrar drev ett pâtisserie. Hon beskrev själv sin ungdom som trist, präglad av en auktoritär och konservativ mor och en vek far. Under andra världskriget bodde familjen i det ockuperade Paris, där hennes far kämpade mot ockupationen som medlem av franska motståndsrörelsen. Familjen till Belgien 1945 och Jeannine Deckers gick i katolsk skola i Bryssel. Hennes mor betraktade henne som pojkflicka och gladdes när dottern blev flickscout. När hon var femton år fick hon en upplevelse om att hon skulle bli ordenssyster. Hon blev enhängiven flickscout och tog med sin gitarr till mötena. Efter högstadiet studerade hon tre år för att ta en lärarexamen i skulptur samtidigt som hon funderade på att viga sitt liv åt Gud i ett katolskt kloster. Mellan åren 1954 och 1959 lärde hon ut skulptur. Under ett scoutmöte sommaren 1959 mötte hon den 16-åriga Annie Pécher, med vilken hon skulle komma att utveckla en nära relation.
Deckers blev övertygad om att hennes nya yrke inte passade henne och slutade som lärare. I september 1959 anslöt hon sig till dominikanerorden i ett konvent i Frischermont nära Waterloo och antog nunnenamnet Luc Gabriel.
I konventet var en av Luc Gabriels få ägodelar en gitarr. På den skrev hon egna sånger och framförde dem, vilket togs emot så väl av hennes medsystrar och besökare att konventets ledningen uppmuntrade henne att spela in ett album, vilket besökare och retreatgäster i konventet kunde få köpa. I hopp om att förbättra klostrets ekonomi genom att sälja skivor vände sig abbedissan till det nederländska skivbolaget Philips, och 1963 spelades skivan La Nonne chantante (Den sjungande nunnan) in i Bryssel. Enligt kontraktet fick Luc Gabrielle, som avlagt ordenslöften inklusive fattigdom ingenting av vinsten som istället delades mellan konventet och skivbolaget. Philips fick nästan 98 procent av vinsten, och klostret fick en licensavgift på 3 procent av 90 procent av intäkterna före skatt från försäljning av skivor i Belgien samt 1,5 procent av 90 procent av intäkterna före skatt från försäljning av skivor utomlands. I utbyte mot det ekonomiska fördelaktiga avtalet garanterade skivbolaget artistens anonymitet. Artistnamnet Sœur Sourire ("Syster Leende"), som Deckers senare sade att hon fann löjligt, valdes av en panel av testlyssnare och ägdes av skivbolaget och konventet. Deckers, som bands av sina löften om fattigdom och lydnad, accepterade att rättigheter som normalt tillkommer en artist och låtskrivare i detta fall tillföll skivbolaget och konventet.

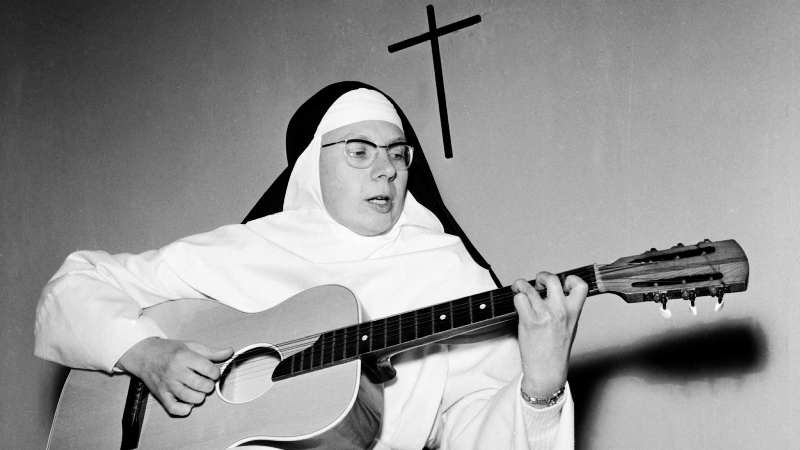
Sœur Sourire

År 1963 blev singeln "Dominique" en internationell hit, och Deckers album såldes i nästan två miljoner exemplar. Sången var tillägnad dominikanordens grundare Dominicus. Sångens refräng "Dominique, nique, nique" blev upphov till viss munterhet hos de fransktalande lyssnarna då orden "niquer" och "nique" betyder "knulla", en koppling som inte var medveten om. Sången rankades bland de tio bästa singlarna (EP) i Norge (2:a), Irland (4:e), Danmark (4:e), Nederländerna (6:e), Tyskland (7:e) och Storbritannien (7:e) under 1963. Efter framgången i Europa släppte Philips släppte en EP och en LP i USA. Amerikanska radiostationer sände regelbundet Deckers låtar, särskilt efter president Kennedys död, vilket skapade en aldrig tidigare skådad vurm i USA för låtar på främmande språk. Singeln "Dominique" rankades som nummer 1 i USA:s försäljning under fyra veckor i december 1963, och hennes album Sœur Sourire rankades som nr 1 i albumförsäljningen (Billboard 200) i tio veckor från december 1963 till februari 1964 då den slutligen slogs ut av albumet Meet the Beatles!. "Dominique" fick tre nomineringar till Grammy Award, varav låten vann "Best Gospel Or Other Religious Recording (Musical)". Även LP:n fick en nominering. 
Deckers blev världsberömd, höll flera konserter och framträdde även på The Ed Sullivan Show i amerikansk TV den 5 januari 1964. Presentatören Ed Sullivan och hans team for till konventet i Fichermont för att träffa Deckers. "Dominique" mötte lika stor framgång i andra länder utanför den fransktalande världen och rankades 1:a i EP-försäljning i Kanada, Nya Zeeland och Australien samt 5:e plats i Sydafrika. I början av 1964 väckte utgivningen av singeln i Latinamerika allmänhetens entusiasm: den toppade försäljningsstatistiken Mexiko och låg som bäst på andra plats i Argentina och Uruguay.
Deckers fann det svårt att leva upp till bilden av "en äkta flickscout", alltid glad och vid gott mod. "Jag tilläts aldrig få vara deprimerad", mindes hon 1979. "Abbedissan brukade censurera mina sånger och plocka bort de verser som jag skrev när jag mådde dåligt."
År 1963 publicerades en bok med 15 Soeur Sourire-sånger med engelsk text av Noël Regney. Senare hävdade han att han även varit med och skrivit "Dominique." Senare samma år skickades Syster Luc Gabriel av sin orden för att studera teologi vid Katolska universitetet i Leuven. Hon trivdes med livet som student men inte med studierna.

### Berömmelsens effekter och senare musikkarriär
Deckers fick inte mycket pengar för den internationella berömmelse hon fick med sin första skiva. Hennes andra skivalbum Sa joie, ses chansons 1964 fick ingen större hit och försvann lika fort som det kom. Albumet rankades som 90:e på US Billboard 200, en klart märkbar prestation för ett album med enbart icke engelskspråkiga sånger men ingenting jämfört med hur hennes första LP sålde. Det mesta av hennes inkomster togs omhand av Philips ochhDeckers producent, medan resten automatiskt gick till konventet, som tjänade åtminstone 100 000 $ i royalties.
År 1966 gjordes en film löst byggd på Deckers liv. Filmen hette The Singing Nun och huvudrollen spelades av Debbie Reynolds. Deckers själv avfärdade filmen som "påhitt".
Deckers kände sig splittrad mellan två världar och ständigt i konflikt med katolska kyrkan. 1966 lämnade hon klostret för ett liv som dominikansk leksyster. Senare berättade hon att avhoppet av konventet berodde på samarbetsproblem med konventets ledning och att hon tvingats ut från konventet snarare än lämnat frivilligt. Konventets ledningen förbjöd de andra systrarna att kontakta henne eftersom hon kunde ha dåligt inflytande på dem. Deckers fortsatte dock att leva efter ordensregeln så mycket som hon kunde eftersom hon fortfarande betraktade sig som ordenssyster. Hon bad flera gånger dagligen och levde enkelt och kyskt.
Sedan hon lämnat konventet tillät inte grammofonbolaget henne att använda sina gamla artistnamn "Sœur Sourire" och "Den sjungande nunnan"/"The Singing Nun". Hon försökte fortsätta musikkarriären under namnet "Luc Dominique". Hon skrev låtar som attackerade män (Le temps des femmes), som hon ansåg våldsamma och dominerande, samhället (Les grands débiles), den romersk-katolska kyrkan och konservatismen (Les Con-conservateurs). Frustrerad över vad hon såg som katolska kyrkans misslyckande att fullt ut anamma Andra Vatikankonciliets reformer släppte hon 1967 en sång som försvarade användandet av preventivmedel, med titeln La Pilule d'or (Det gyllene pillret). Detta ledde till att Katolska kyrkans ledning i Montreal ingrep mot henne. Hon hade tidigare varit mycket populär bland den katolska allmänheten i Kanada, men nu äventyrade en bojkott hennes turné i Québec. En del av de planerade konserterna i Kanade ställdes in. Turnén avstannade och hon övergavs av sin impressario. 
Under 1968 gav Deckers ut en bok med inspirerande verser, men även den misslyckades att tilltala en publik. Hon gav också ut albumet Je ne suis pas une vedette (Jag är ingen stjärna) där hon i sången "Luc Dominique" förklarar att "Sœur Sourire" var död. När framgången uteblev bad hon 1969 om tillstånd att åter få använda namnet "Sœur Sourire", vilket skivbolaget tillät. Hon spelade sedan in religiösa sånger och barnvisor, men karriären tog inte fart. Hon skyllde albumets misslyckande på att hon inte fick använda det namn som hon var känd som och påstod att "ingen visste vem hon var". 1976 försökte hon återvända till USA men mötte inte mycket intresse där. När även en andra singel misslyckades bytte hon karriär och ägnade sig åt att ta hand om handikappade ungdomar i Wavre och öppnade en egen skola för autistiska barn. Hon drabbades av ett nervöst sammanbrott. Efter det gick hon i psykoterapi under två år.

## Relationen med Annie Pécher
Under tiden vid universitetet i Leuven återupptog hon sin ungdoms vänskapen med Annie Pécher. De två kom sakteliga att utveckla ett nära förhållande och delade lägenhet till sin död.
Uppretad över spekulationerna om att hon och Pécher var lesbiska skrev Deckers:
Folk på mitt grammofonbolag tror att två kvinnor som bor tillsammans måste vara lesbiska. De förutsätter att även nunnorna i klostren är förälskade. Jag avfärdar dessa rykten på samma sätt som jag avfärdar en ond ande. Svaret är fortfarande uppenbart att jag inte är homosexuell. Jag är lojal och trofast gentemot Annie, men det är en helt annan kärlek än mot Gud. Den som inte kan förstå det kan dra åt helvete!
Författaren Catherine Sauvat hävdar att trots förnekandet utvecklade Deckers småningom en sexuell relation med Pécher, om än först efter flera års liv tillsammans.

## Senare år
Från 1073 engagerade sig Deckers i den katolska karismatiska förnyelsen. Kardinal Leo-Jozef Suenens krävde att hon skulle skriva sånger till rörelsen, vilket ledde till en kort med framgångsrik comeback med bland annat ett besök i Pittsburgh Pennsylvania, där hon sjöng inför flera tusen människor. Under namnet "Sœur Sourire" gav hon ut en ny grammofonskiva 1979, vars innehåll hon beskrev som "ärliga, religiösa sånger" och som skulle hjälpa lyssnarna att "veta vem jag verkligen är."
I slutet av 1970-talet hävdade belgiska skatteverket att hon var skyldig 63 000 $ i restskatt. Deckers kontrade med att intäkterna från grammofonskivor hade gått till konventet och att hon därför var hon inte skyldig någon inkomstskatt. Sedan kon kontaktat både sitt forna kloster och skivbolaget Philips gav konventet henne vad de ansåg vara hennes andel, vilket gjorde det möjligt för henne att köpa en lägenhet i Wavre i Brabant. Konventet ställde som villkor att hon slutade svartmåla församlingen och att hon skrev under ett dokument som visade att alla siffror stämde. Philips, som hade tagit 95 procent av intäkterna, gjorde däremot ingenting. Deckers fick ytterligare ekonomiska problem. 1982 försökte hon än en gång som "Sœur Sourire" att få en hit med en discosynthesizer-version av "Dominique", men detta hennes sista försök att återuppta sin sångkarriär misslyckades. Utöver de ekonomiska bekymren blev hon 1982 av ekonomiska skäl tvungen att stänga sitt centrum för autistiska barn. Efter det försökte hon sig på att undervisa i musik och religion.

## Död

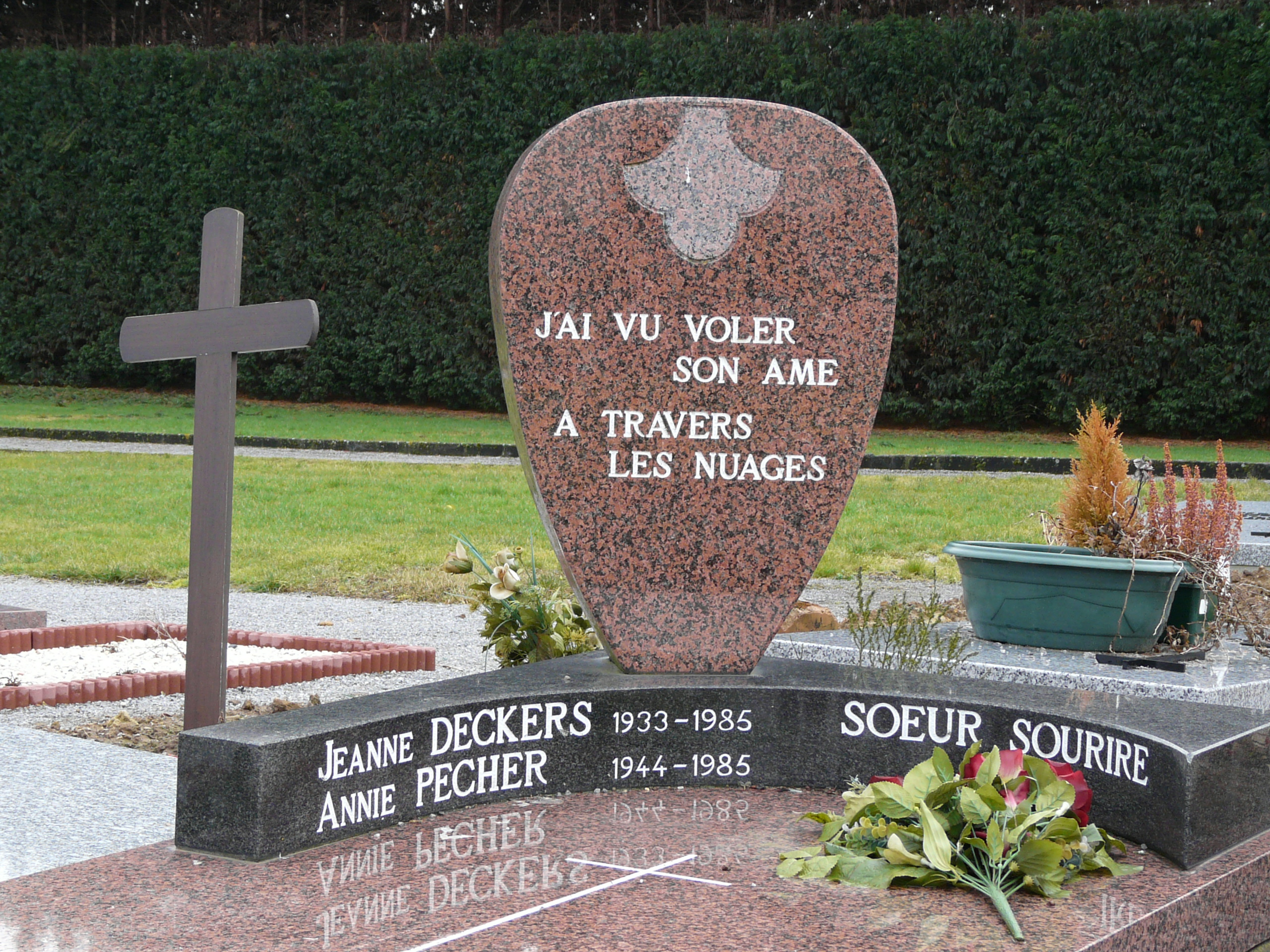
Jeanine Deckers och Annie Péchers gemensamma grav på Cimetière de Wavre i Wavre.

Jeanine Deckers påträffades död tillsammans med sin väninna Annie Pécher den 29 mars 1985 i den bostad som de delade. De bägge kvinnorna hade tagit sina liv med hjälp av barbiturater och alkohol. Orsaken sades vara depression på grund av ekonomiska problem. I sitt självmordsbrev skrev de att de inte hade övergivit sin tro och önskade bli begravda tillsammans enligt katolska kyrkans begravningsrit. De begravdes tillsammans den 4 april 1985 på kyrkogården Cheremont i Wavre i närvaro av cirka 150 personer och några familjemedlemmar, en syster och några kusiner till Deckers samt Péchers föräldrar. I sina välkomstord förklarade prästen Jean-Yves Quellec, som länge var de två kvinnornas förtrogna: "Den som dömer en människa dömer sig själv. Endast Gud dömer, ty endast han känner till hjärtats hemligheter." Inskriptionen på deras gemensamma gravsten lyder: "J'ai vu voler son âme/ A travers les nuages" ("Jag såg hennes ande sväva genom molnen"), en vers tagen från hennes sång "Luc Dominique" från 1966.

## I populärkulturen
Den gamla melodin "Dominique" har fått nytt liv sedan den förekommit i TV-serien American Horror Story. Föreståndaren, som själv är svårt störd, plågar alla intagna genom att oavbrutet spela den på grammofon i mentalsjukhusets dagrum.

## Diskografi

### Album
- 1963 - La Nonne chantante (Philips PCC 203)[33]
- 1964 - Sa joie, ses chansons (Philips, PCC 209)[34]
- 1968 - Je ne suis pas une vedette
- 1971 - Chante pour les petits
- 1977 - Dominicaine
- 1977 - Chante pour les petits
- 2014 - Chansons d'enfants

### EP
- 1962 - 2ème série
- 1962 - Sœur Sourire
- 1963 - Kabinda -3e serie-
- 1963 - Sœur Sourire chante pour les enfants
- 1964 - J'ai trouvé le seigneur
- 1964 - 4e série
- 1977 - 6 chansons d'enfants
- Soeur Sourire chante 6 chansons d'enfants

### Singlar
- 1962 - Tous le chemins
- 1963 - Domionique/Entre les etoiles
- 1963 - Dominique/Alleluia
- 1963 - Dominique/Le pieds des missionaires
- 1964 - Avec toi (With You)/Une fleur (A Flower)
- 1964 - Entretien de Soeur Sourire
- 1982 - Dominique (1982)
- 1982 - Dominique/Le soleil
- 1982 - Dominique/Tous les chenins (All The Roads)
- 1994 - Dominique

### Samlingsalbum
- Best of Sœur Sourire (2003)
- Sœur Sourire, Volumes 1, 2 and 3 (2009)
- Sœur Sourire Sings – The Masterpieces (2021)